# Warren Anderson
Warren Martin Anderson, född 29 november 1921 i New York, död 29 september 2014 i Vero Beach i Florida, var en amerikansk företagsledare. Vid tiden för Bhopalkatastrofen 1984 var Anderson styrelseordförande och VD för Union Carbide Corporation (UCC). Han anklagades för dråp av indiska myndigheter.
Andersons föräldrar var immigranter från Sverige. Han var född i området Bay Ridge i New York-stadsdelen Brooklyn.